# Ascophyllum nodosum
Goémon noir, Ascophylle noueuse (Amér. Nord)
Espèce
Synonymes
Fucus nodosus L., 1753
Ascophyllum nodosum, aussi dite Goémon noir, algue noueuse, robert, favach (en breton) et dont le nom est parfois francisé au Québec en Ascophylle noueuse, est une espèce d'algues de la classe des Phaeophyceae.
C'est la seule représentante, actuellement reconnue, du genre Ascophyllum, dans la famille des Fucaceae.
Cette algue brune en forme de « corde à nœuds » peut atteindre plus de 1,50 m de longueur. Elle est commune le long des côtes rocheuses de l'Atlantique nord, où elle forme des colonies denses dans la zone de balancement des marées.
C'est une des principales espèces d'algues collectées par les goémoniers comme source d'engrais agricole. Elle est aussi récoltée pour l'extraction d'alginates ou la préparation de composants alimentaires. Elle est, comme d'autres fucacées, en voie de régression, pour des raisons encore mal comprises.

## Synonymes ou anciennes dénominations

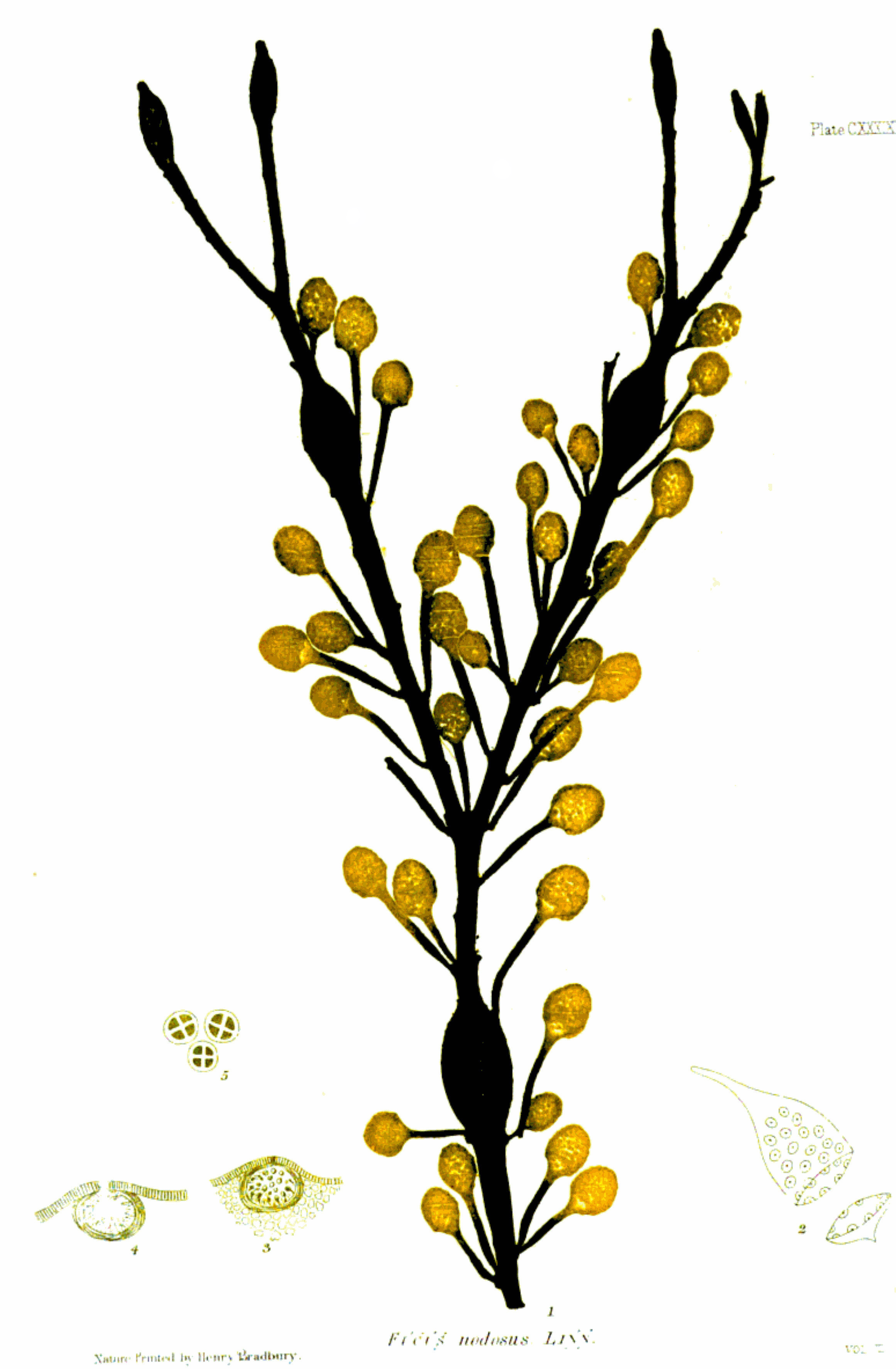
Planche parue dans The nature-printed British sea-weeds en 1860 réalisée par Henry Bradbury selon la technique de l'impression naturelle et représentant ainsi fidèlement l'algue.

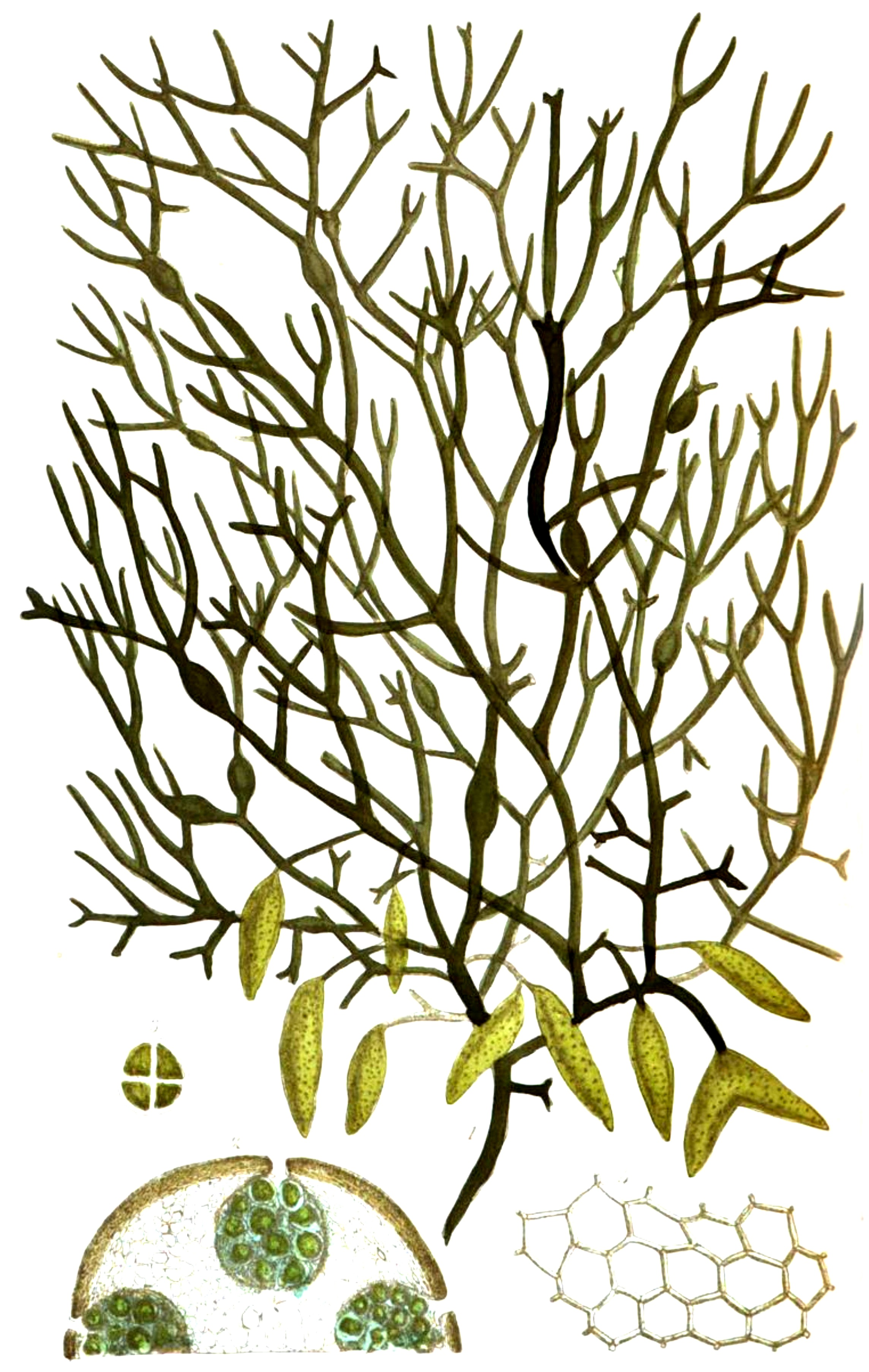
Planche parue dans Phycologia Britannica vers 1850 représentant l'algue sous son premier nom binomial, Fucus nodosus.
Le specimen représenté ne possède pas la forme typique.

Ces noms sont maintenant désuets, mais cette espèce a autrefois pu être nommée :
- Fucus nodosus Linnaeus 1753
- Ascophyllum laevigatum Stackhouse 1809
- Fistularia nodosa Stackhouse 1816
- Halicoccus nodosus Lyngbye 1819
- Ozothallia nodosa Decaisne et Thuret 1845
- Fucodium nodosum J. Agardh 1848
- Ascophyllum nodosum var. scorpioides (Hauck) Reinke 1889
- Ascophylla nodosa Kuntze 1894

## Description morphologique
Bien que faisant partie des algues brunes, Ascophyllum nodosum présente une couleur générale plutôt vert-olive, vert-jaunâtre ou brun-jaunâtre. Cependant lorsque les thalles se déshydratent, l'oxydation des pigments polyphénoliques provoque le noircissement de l'algue, qui est ainsi connue comme le « goémon noir ».
L'algue est fixée au substrat par un crampon étroit. Le thalle, qui peut mesurer jusqu'à 150 cm de longueur et jusqu'à 3 m dans les provinces maritimes atlantiques du Canada, est constitué de longues lanières lisses, ramifiées, étroites et aplaties, qui présentent à intervalles assez réguliers des renflements, qui ont valu à cette algue le qualificatif de « noueuse ». Ces « nœuds », situés dans l'épaisseur du thalle, sont des aérocystes emplis de gaz qui jouent le rôle de flotteurs. Latéralement apparaissent de courtes ramifications fines qui évoluent en réceptacles portant les conceptacles où se prépare la reproduction sexuée.
Ascophyllum nodosum peut cependant présenter d'importantes variations de forme. Certaines sont manifestement liées à la variabilité génétique de l'espèce. D'autres sont induites par les conditions d'habitat: il existe en particulier des populations flottantes représentées par la forme mackayi (que l'on trouve par exemple dans les fonds abrités des lochs écossais) et par la forme scorpioides (que l'on trouve surtout dans les marais salés nord-américains en association avec Spartina alterniflora). Ces formes présentent de nombreuses ramifications latérales, minces et cylindriques et une raréfaction des flotteurs et des réceptacles. Elles diffèrent tant d'aspect de la population d'origine dont elles se sont détachées qu'elles ont pu être autrefois considérées comme des espèces voire des genres distincts.

## Nomenclature
Dans le système binominal qu'il mettait en place et qui allait devenir le système scientifique universel de nomenclature, Carl von Linné attribua à l'espèce en 1753 le nom de Fucus nodosus, qui signifie en latin « plante marine » pour Fucus et « noueuse » pour nodosus.
Cependant celle-ci se distingue par des fructifications latérales (et non terminales) et des oogones à quatre oosphères (et non huit), ce qui valut à John Stackhouse d'en faire, en 1809, le type d'un nouveau genre biologique, différent de Fucus, et de renommer l'algue Ascophylla laevigata. Le nom Ascophylla est formé à partir des racines grecques ἀσκός (askos) qui désigne une sorte de vase ou une outre, l'outre faisant référence aux flotteurs, et φύλλον (phyllon), la feuille. L'épithète laevigata peut se traduire en latin « très glissante ». Ce sont donc les « très glissantes feuilles à petites outres ».
Enfin, en 1864, Auguste-François Le Jolis, tout en reconnaissant la pertinence de la distinction faite par Stackhouse, rétablit le nom selon les règles de la nomenclature, celle du genre grammatical et celle de l'antériorité. L'espèce devient alors, et ce jusqu'à nos jours, Ascophyllum nodosum.

## Biologie
Ascophyllum nodosum est une algue pérenne qui peut vivre de nombreuses années : les thalles pourraient atteindre une longévité de 25 ans et les touffes, qui sont capables de se régénérer par leur base, plusieurs siècles. La croissance est lente : à partir de la troisième année, la lanière ne s'allonge chaque année que de la longueur qui sépare deux flotteurs (en général 8 à 15 cm) et il ne se forme sur un "rameau" qu'un seul flotteur par an. En comptant ces derniers, on peut estimer l'âge de l'algue (1 flotteur par an à partir de la 3e année) qui peut atteindre 15 ans.
Ascophyllum nodosum se reproduit végétativement et sexuellement. La reproduction végétative s'accomplit par la production de nouvelles pousses au niveau du crampon et constitue le principal mode de maintien et de renouvellement des populations.

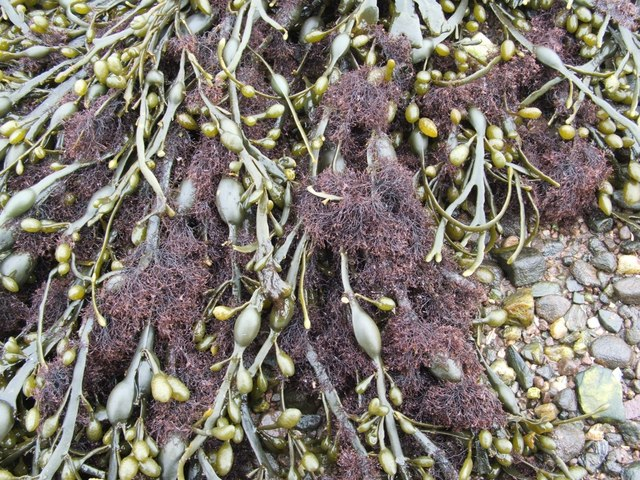
Lanières dAscophyllum nodosum abondamment couvertes de touffes de Vertebrata lanosa et présentant de nombreux réceptacles dorés.

Chez Ascophyllum nodosum, les sexes sont séparés : les touffes sont soit mâles, soit femelles. Les réceptacles apparaissent en décembre sur les bords de la fronde et prennent une teinte jaune d'or. Ils sont fertiles de février à avril et se détachent après fructification. Lorsque les algues libèrent leurs gamètes, les spermatozoïdes sont attirés par les oosphères par l'effet d'une phéromone, le « finnavarène », du nom de la localité de Finnavara dans le comté de Clare, en république d'Irlande

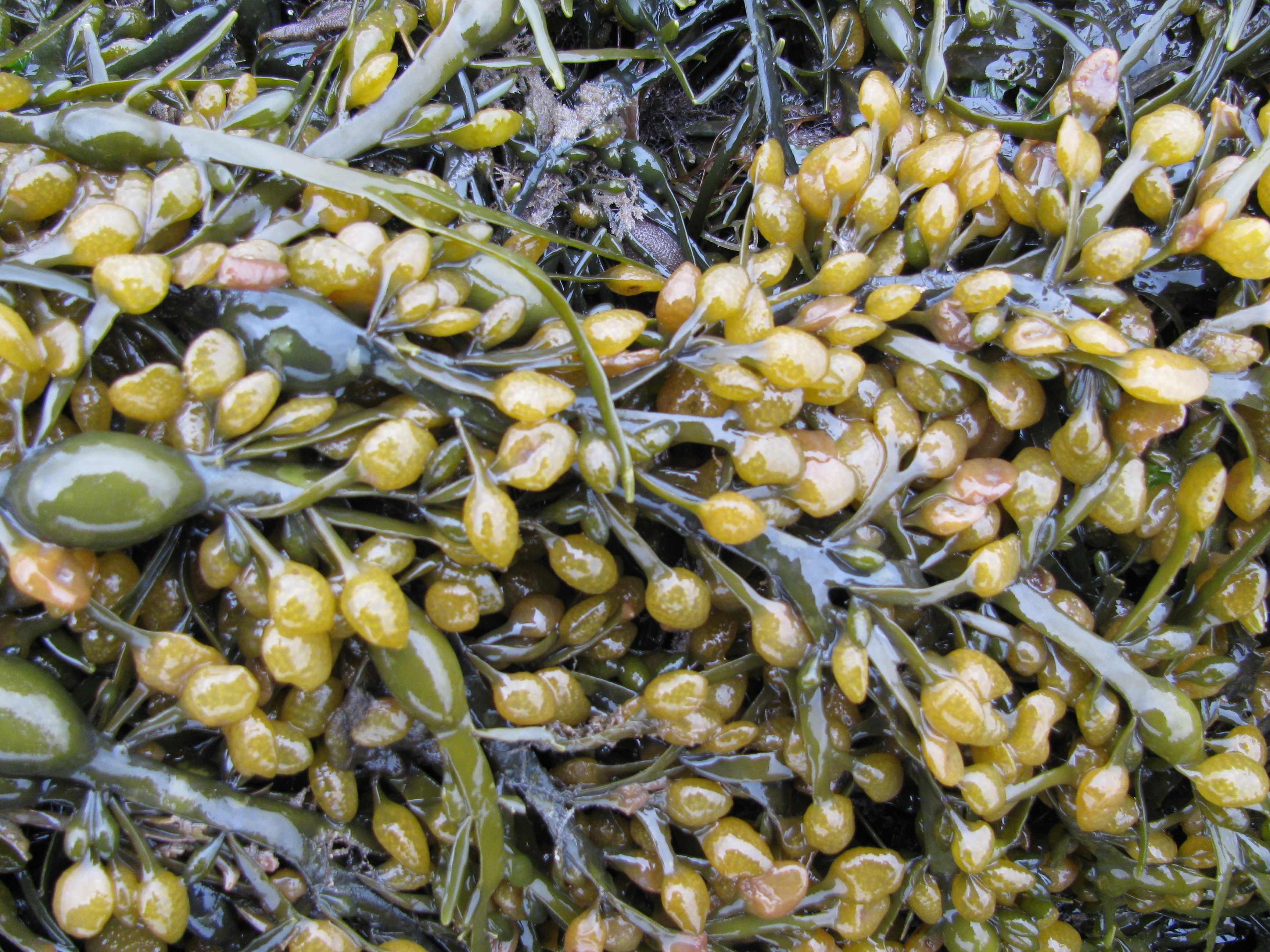
Ascophyllum nodosum. Réceptacles (jaunes), organes reproducteurs.)

Comme chez toutes les Fucales, le thalle est diploïde. La phase haploïde est quant à elle très réduite : elle se résume après la méiose à une seule mitose pour la formation des gamètes femelles et à une succession de quatre mitoses pour la formation des gamètes mâles. Longtemps considérés comme des gamétophytes produisant directement des gamètes dans le cadre d'un cycle monogénétique, les thalles des Fucales, auxquelles appartient Ascophyllum nodosum, doivent être plutôt interprétés comme des « sporophytes ayant un gamétophyte inclus », de manière analogue au cas des plantes à fleurs.
En milieu naturel, Ascophyllum nodosum réalise une association symbiotique, de type mycophycobiose, avec un champignon ascomycète de l'espèce Mycophycias ascophylli qui est hébergé à l'intérieur de l'algue dans les espaces extra-cellulaires. On constate que cette association est générale pour tous les thalles de plus d'un an ; le champignon qui profite des polysaccharides et de la biotine de l'algue, pourrait aider celle-ci dans les mécanismes de transfert de minéraux et dans la résistance à la dessication lorsque la marée est basse.
L'algue est également l'hôte exclusif d'une petite algue rouge semi-parasite, Vertebrata lanosa qui forme de petits pompons externes. Ascophyllum nodosum héberge également dans le mucilage de ses réceptacles une diatomée endophyte, Navicula endophytica

## Répartition et habitat

Distribution naturelle de Ascophyllum nodosum

Ascophyllum nodosum est présente sur le littoral de l'océan Atlantique nord. On trouve cette espèce :
- en Europe, de la mer Blanche et de la Norvège jusqu'au Portugal[14],
- en Amérique du Nord (y compris le Groenland), du cercle Arctique jusqu'au 40e parallèle nord[22],[14].

Au-delà de cette zone, des échouages dans les laisses de mer sont signalés au nord au Svalbard et au sud aux Açores, mais l'espèce n'y semble pas implantée.
Les algues vivent accrochées aux rochers de l'eulittoral et plus précisément de la zone de mi-marée (étage médiolittoral ) jusqu'à environ 15 m de profondeur). Elle peut densément recouvrir les roches, notamment dans des zones assez calmes, mais elle forme souvent des communautés avec d'autres espèces, dont (en France) :
- Fucus vesiculosus (fucus vésiculeux)
- Corallina spp.
- Phymatolithon lenormandii
- Cladophora rupestris
- Gelidium pusillum
- Mastocarpus stellatus

Des espèces opportunistes peuvent s'y associer, dont par exemple : ectocarpales, Sporulations vertes, ulves (Ulva sp.) dont Ulva compressa, Ceramium ciliatum...

## Utilisation
Ascophyllum nodosum est récoltée comme engrais, comme ressource alimentaire pour le bétail ou comme matière première pour l'extraction d'alginates. C'est en importance de la biomasse, la principale espèce représentative du « goémon de rive » (ou « goémon d'attache ») qui est coupé à pied à marée basse ou avec des machines spécialisées. La récolte est dans la plupart des pays et de longue date réglementée. En Bretagne, l'arrêté préfectoral relatif à l'exploitation durable des goémons de rives interdit l'arrachage de Ascophyllum nodosum et impose une coupe à hauteur minimale de 30 cm.
Traditionnellement, l'engraissage des champs se fait par simple épandage d'algues préalablement séchées et éventuellement mélangées à du fumier. La coupe est organisée au printemps (avril-mai) et l'épandage est réalisé en automne après les récoltes agricoles. L'intérêt comme engrais est lié à la haute teneur en macro-éléments, (tels que les éléments N, P, K, Ca, Mg, S) et oligo-éléments (par exemple Mn, Cu, Fe, Zn, etc.) On trouve aussi des phytohormones telles que bétaïne, cytokinine, auxine et gibbérelline (stimulateurs de croissance), du mannitol, des acides organiques, polysaccharides, acides aminés, et protéines, toutes bénéfiques à l'agriculture .
L'utilisation comme aliment du bétail est manifestement ancienne. Les noms utilisés en Norvège, où l'espèce est abondante, en attestent : grisetang (de grise, le porc et de tang, pour les algues de type Fucus ) ou hesttang (de hest, le cheval). La consommation humaine directe est rare, elle est signalée chez certains Inuits du Groenland, comme complément diététique.
Cependant, c'est l'utilisation comme source d'alginates qui est aujourd'hui prédominante. Les récoltes auraient ainsi été de plus de 80 000 tonnes en masse humide pour l'Europe dans les années 1995-1996  et de 5 000 à 6 000 tonnes pour le Canada en moyenne au cours des années 1970-1980.

## État des populations, pressions et menaces
C'est une des algues « d'intérêt économique » récoltées par les goémoniers et elle fait à ce titre l'objet d'un suivi particulier pour s'assurer de la pérennité de la ressource.
Cependant elle semble en légère régression presque partout en Europe. Localement elle est même en forte régression, notamment en Bretagne-Sud où des mesures sont effectuées depuis les années 1990 et où le phénomène est étudié par l'Ifremer et le CEVA.
Elle est souvent exposée aux hydrocarbures, elle y résiste plutôt bien, mais ils peuvent affecter son métabolisme (inhibition de croissance) et induire des nécroses après 3 jours d'exposition expérimentale en bassin de plein air. Les capacités de reproduction de la colonie ne semblent cependant pas affectées
En Bretagne, comme en Irlande du Nord , le broutage intensif par les patelles est incontestablement en cause ,,,,,,. Ces  mollusques  grignotent et fragilisent les thalles jusqu'à disparition, mais les raisons de leur prolifération et de leur agressivité  sont encore mal comprises. En Bretagne nord, la disparition de certaines ceintures algales a été très rapide ; par exemple : disparition totale entre 2006 et 2009 au niveau de l’île Dame Jouanne et de la pointe rocheuse située à l’Est de la baie de Saint-Briac, et à l'ouest de l'estuaire de la Rance (Côtes-d'Armor), dans des zones par ailleurs concernées par les marées vertes indicatrices de graves déséquilibres écologiques.
La régression de ces algues peut avoir des effets collatéraux sur les espèces qu'elle abrite, ou sur les espèces qui se nourrissent de ses cadavres (« nécromasse ») apportés par la mer sur les rivages sous forme de laisse de mer, Orchestia gammarellus et Talitrus saltator, par exemple, maillons d'une chaine alimentaire qui concerne les poissons et les oiseaux.

## Galerie

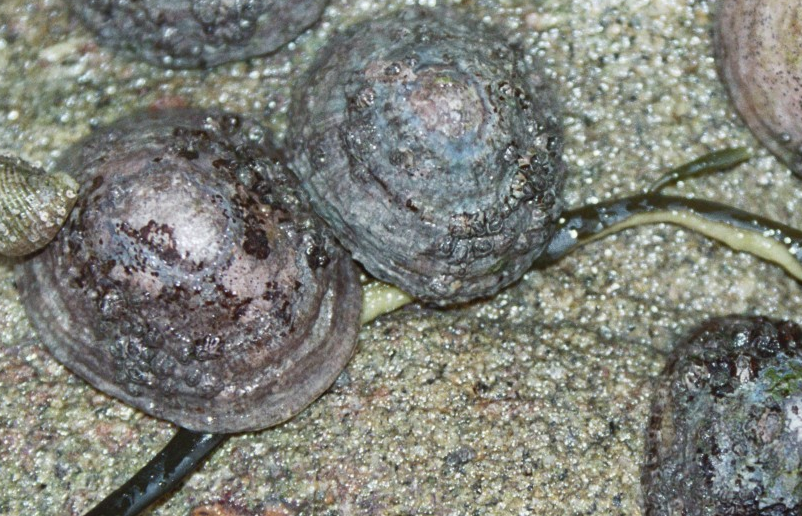
Patelles broutant un « rameau » d'ascophylle.
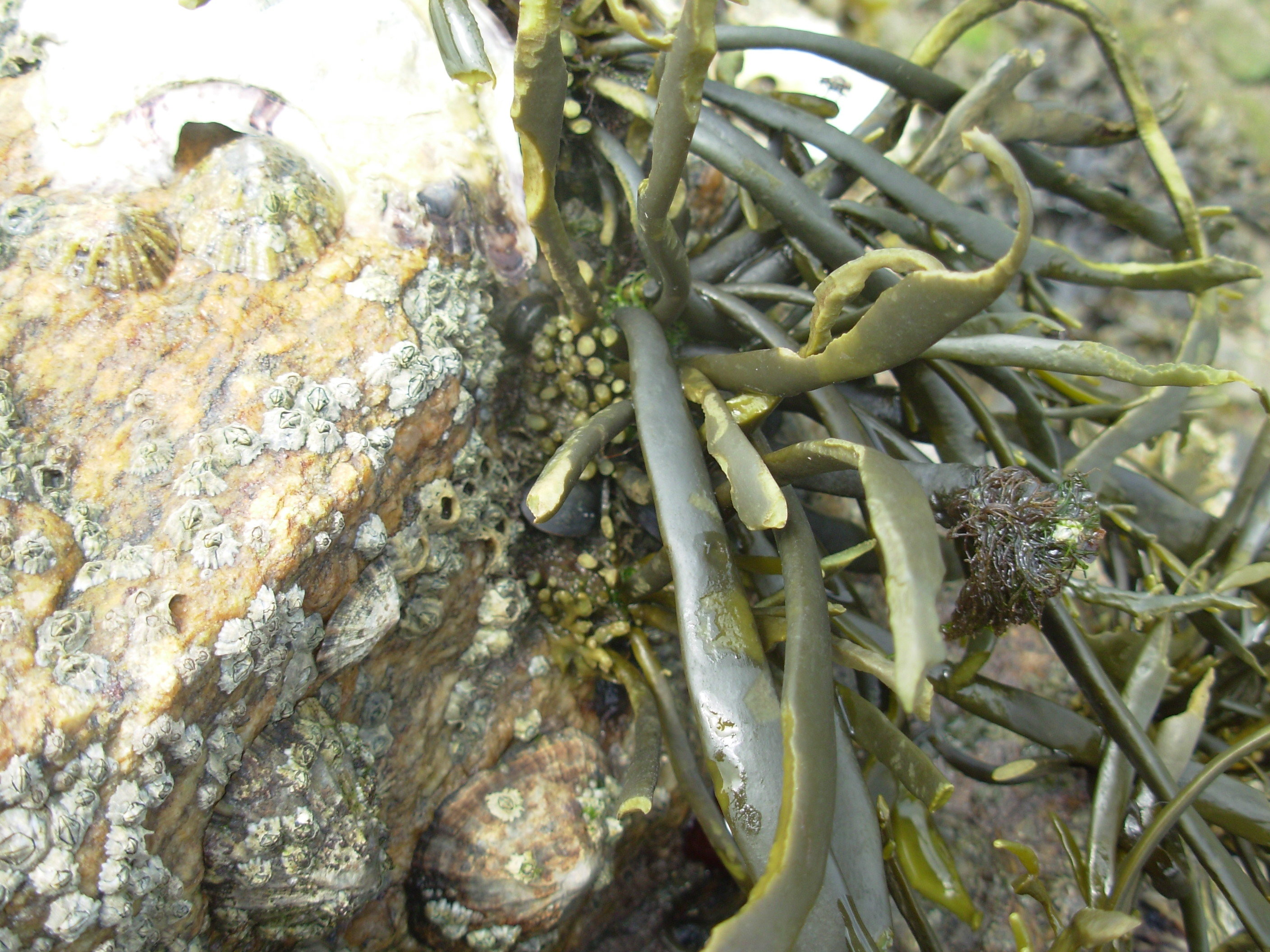
Touffe d'ascophylle broutée par des patelles.
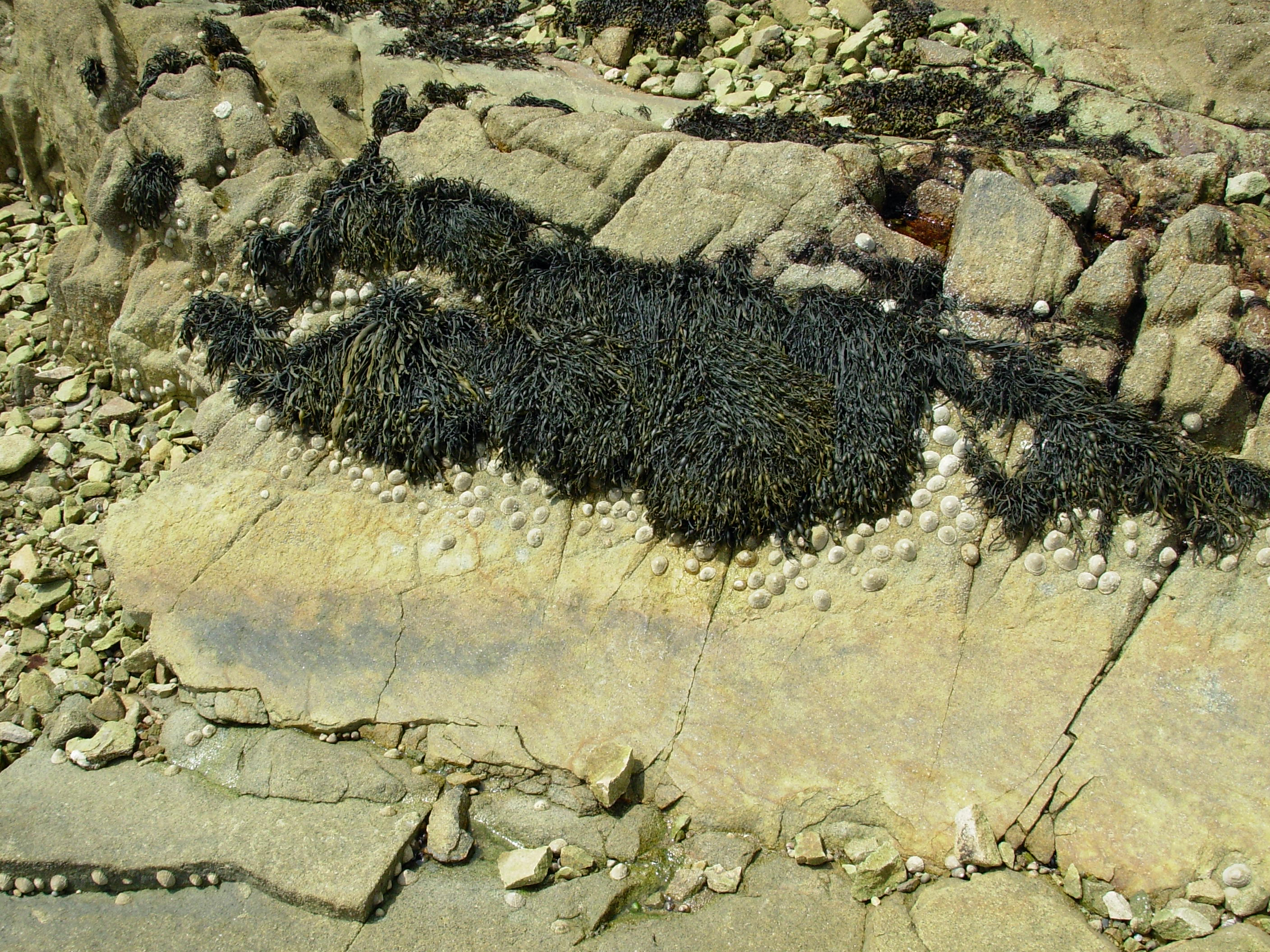
Front de patelles broutant un champ, résiduel, d'ascophylles.